# Tajmiaki
Tajmiaki (ang. Minutemen, 2008) – amerykański film telewizyjny w reżyserii Lev L. Spiro, należący do kategorii Disney Channel Original Movie.
Premiera filmu w Polsce odbyła się 29 lutego 2008 na kanale Disney Channel, ale dopiero 27 września 2009 kanał Disney XD wyemitował ten film w wersji z dubbingiem.

## Opis fabuły
Virgil Fox przez lata spędzone w Liceum Summerton był postrzegany jako kujon i nie cieszył się popularnością. Tymczasem jego przyjaciele z dzieciństwa, Derek i Stephanie, mieli udane życie towarzyskie. Virgil zaprzyjaźnia się z kolegą ze szkoły, Charliem. Jest on geniuszem, który wynalazł niesamowitą maszynę czasu. Zapraszają szkolnego rozrabiakę, Zeke’a, i razem tworzą plan pomagania sobie oraz innym outsiderom. Nastolatkowie nazwali swoją grupę Tajmiaki (Minuteman). Bardzo szybko jednak maszyna zaczyna sprowadzać na nich kłopoty. Dowiadują się, że próby zmieniania biegu czasu mogą mieć poważne konsekwencje. Ponieważ Charlie wykradł z NASA dane potrzebne mu do skonstruowania maszyny czasu, FBI i CIA śledzą każdy ich ruch. Okazuje się, że maszyna tworzy czarną dziurę, która zachodzi na siebie tworząc jedną ogromną. Chłopcy widząc co się dzieje postanawiają wskoczyć do czarnej dziury i zamknąć ją. Po powrocie nikt nie pamięta o tak lubianych przez nich "minutemenach", ale Virgil i Stephanie zbliżają się do siebie.

## Obsada
- Jason Dolley – Virgil Fox
- Luke Benward – Charlie Tuttle
- Nicholas Braun – Zeke Thompson
- J.P. Manoux – Wicedyrektor Tolkan
- Chelsea Staub – Stephanie Jameson
- Steven R. McQueen – Derek Beaugard
- Kara Crane – Jeanette Pachelewska
- Kellie Cockrell – Jocelyn Lee
- Dexter Darden – Chester
- Molly Jepson – Amy Fox

## Wersja polska
Opracowanie i udźwiękowienie wersji polskiej: EUROCOM STUDIO

Reżyseria: Wojciech Szymański

Dialogi: Anna Wysocka

Dźwięk: Wojciech Kalinowski

Montaż: Andrzej Kowal

Kierownictwo produkcji: Marzena Omen-Wiśniewska

Udział wzięli:
- Tomasz Bednarek – Virgil
- Mateusz Narloch – Charlie
- Beata Wyrąbkiewicz – Stephanie
- Leszek Zduń – Zeke
- Grzegorz Drojewski – Derek
- Cezary Kwieciński – Tolkan
- Joanna Pach
- Jacek Wolszczak
- Tomasz Jarosz
- Krzysztof Szczerbiński
- Martyna Sommer
- Paweł Szczesny
- Krzysztof Zakrzewski
- Filip Dominik
- Anna Wiśniewska
- Wojciech Szymański

i inni